# Braunsapis
Braunsapis is een geslacht van vliesvleugelige insecten uit de familie bijen en hommels (Apidae)

## Soorten
- B. acuticauda Michener, 1971
- B. affinissima (Gribodo, 1896)
- B. albipennis (Friese, 1909)
- B. albitarsis (Friese, 1924)
- B. albolineata (Cockerell, 1934)
- B. angolensis (Cockerell, 1933)
- B. antandroy Brooks & Pauly, 2001
- B. anthracina Reyes, 1993
- B. apicalis Reyes, 1991
- B. associata (Michener, 1961)
- B. aurantipes Reyes, 1991
- B. aureoscopa Michener, 1975
- B. biroi (Friese, 1909)
- B. bislensis Michener & Borges, 2003
- B. boharti (Krombein, 1951)
- B. bouyssoui (Vachal, 1903)
- B. breviceps (Cockerell, 1920)
- B. calidula (Cockerell, 1908)
- B. clarihirta Reyes, 1991
- B. clarissima (Cockerell, 1929)
- B. cupulifera (Vachal, 1894)
- B. debilis (Cockerell, 1934)
- B. diminuta (Cockerell, 1915)
- B. diminutoides Reyes, 1993
- B. dolichocephala Reyes, 1993
- B. draconis Michener, 1971
- B. elizabethana (Strand, 1915)
- B. eximia Reyes, 1993
- B. facialis (Gerstäcker, 1857)
- B. falcata Reyes, 1993
- B. flavitarsis (Gerstäcker, 1870)
- B. flaviventris Reyes, 1991
- B. foveata (Smith, 1854)
- B. fuscinervis (Cameron, 1905)
- B. ghanae Michener, 1975
- B. gorillarum (Cockerell, 1936)
- B. hewitti (Cameron, 1908)
- B. hirsuta Reyes, 1993
- B. hyalina Reyes, 1993
- B. indica Reyes, 1991
- B. kaliago Reyes & Sakagami, 1990
- B. langenburgensis (Strand, 1915)
- B. lateralis Reyes, 1991
- B. leptozonia (Vachal, 1909)
- B. liliputana (Strand, 1915)
- B. longula (Friese, 1916)
- B. luapulana (Cockerell, 1936)
- B. lyrata (Cockerell, 1935)
- B. maculata Reyes, 1991

- B. madecassa (Benoist, 1954)
- B. madecassella Michener, 1977
- B. malliki Reyes, 1991
- B. minor (Michener & Syed, 1962)
- B. minutula (Friese, 1914)
- B. mixta (Smith, 1852)
- B. natalica Michener, 1970
- B. nautica (Cockerell, 1935)
- B. neavei (Vachal, 1910)
- B. nitida (Smith, 1859)
- B. occidentalis (Michener & Syed, 1962)
- B. otavica (Cockerell, 1939)
- B. palavanica (Cockerell, 1916)
- B. pallida Michener, 1975
- B. paradoxa (Strand, 1915)
- B. philippinensis (Ashmead, 1904)
- B. picitarsis (Cameron, 1902)
- B. platyura Reyes, 1993
- B. plebeia (Cockerell, 1929)
- B. plumosa Reyes, 1993
- B. praesumptiosa (Michener, 1961)
- B. protuberans Reyes, 1993
- B. puangensis (Cockerell, 1929)
- B. reducta (Cockerell, 1916)
- B. reversa (Cockerell, 1916)
- B. rhodesi (Cockerell, 1936)
- B. rolini (Vachal, 1903)
- B. rubicundula (Strand, 1915)
- B. rugosella (Cockerell, 1936)
- B. signata Reyes, 1991
- B. simillima (Smith, 1854)
- B. simplicipes Michener, 1971
- B. somatotheca (Strand, 1915)
- B. strandi (Masi, 1930)
- B. stuckenbergorum Michener, 1971
- B. trochanterata (Gerstäcker, 1870)
- B. unicolor (Smith, 1854)
- B. verticalis Reyes, 1993
- B. virilipicta (Strand, 1915)
- B. vitrea (Vachal, 1903)